# Keith Copeland
Keith Lamont Copeland (New York, 18 april 1946 - Frankfurt am Main, 13 februari 2015) was een Amerikaanse jazz-drummer in de moderne jazz. Hij was actief als sessiemuzikant en gaf les aan allerlei conservatoria.

## Loopbaan
Copeland, zoon van Ray Copeland, begon op zijn tiende drums te spelen, vanaf zijn vijftiende speelde hij onder andere in bruiloftbandjes. Na zijn tijd in de Amerikaanse luchtmacht studeerde hij aan Berklee College of Music. In de tweede helft van de jaren zeventig gaf hij hier les, daarna was hij als beroepsmuzikant actief in New York. Halverwege de jaren tachtig ging hij weer lesgeven, nu aan Long Island University, Rutgers University (1985-1992), Queens College en New School University. In 1992 werd hij als drumprofessor aangesteld in Keulen. In de jaren negentig gaf hij tevens les aan het conservatorium van Mannheim/Heidelberg.
Copeland was lid van de groep van Billy Taylor en werkte samen met de Heath Brothers. Hij toerde met Stevie Wonder en begeleidde Hank Jones, Billy Eckstine, Cab Calloway, Helen O'Connell, Eartha Kitt, Attila Zoller, George Russell, Paul Bley en Johnny Griffin. Hij had, vanaf 1984, ook een eigen groep. Van hem kwamen vijf albums uit, verder is hij op vele tientallen platen te horen, bijvoorbeeld van Johnny Hartman, Milt Jackson, Paul Bley, Stan Getz, Harry 'Sweets' Edison en Stephane Grappelli.

## Discografie
- On Target, Jazzmania Records, 1993
- Irish Connection, SteepleChase Records, 1996
- Round Trip SteepleChase, 1997
- Postcard from Vancouver,Jazz Focus, 1998
- Live at Limerick, SteepleChase, 2000

Met anderen (selectie):
- Second Take, met Nicole Metzger, Rodenstein Records, 2007

## Boeken
- Creative Coordination for the Performing Drummer, Carl Fisher Verlag